# Abstracció (filosofia)
L'abstracció (del llatí abstrahere, separar) és, en filosofia, una operació mental destinada a aïllar conceptualment una característica, essencial o accidental, del conjunt dels elements percebuts pels sentits, i reflexionar mentalment sobre aquesta, ignorant mentalment la resta d'elements.
La primera teoria sobre l'abstracció es deu a Aristòtil, que va introduir el terme aphairesis que es va traduir al llatí com abstractio. En contra del seu mestre Plató, que creia en una intuïció directa de les essències o idees, Aristòtil considerava que tota idea universal es fonamenta en dades empíriques. Així, per exemple, la idea (o concepte) de "taula", procediria del procés de comparació entre diverses classes d'objectes mobles que comparteixen entre si diverses característiques semblants que podem abstreure i quedar-nos finalment amb allò que comparteixen en comú. Allò que fa, doncs, que es pugui dir que tant una taula rodona, quadrada, de fusta, de ferro, amb tres o quatre potes, són totes elles "taules": ja que no és ni la seva forma, ni el seu color, ni el seu material el que les defineixen. Comparant-les entre si, es pot fer abstracció tant del color, com del nombre de potes, com del material amb què estan fetes i, finalment, i obtenir el concepte o idea de taula. Aquest concepte seria, doncs, fruit del procés d'abstracció.
Si a partir de la reflexió o la comparació de múltiples objectes, la propietat, aïllada es considera comú a aquests objectes, l'objecte de l'abstracció és un universal.
La qüestió de si els universals existeixen o no, de si hi ha relació o no entre objecte i subjecte, i quina és la seva naturalesa en la seva relació amb els individus, és un dels temes a bastament discutits en metafísica. És un dels criteris fonamentals que separen empiristes i realistes, ja que mentre aquests últims sostenen que els universals són realitats independents de les coses, els empiristes creuen que solament són entitats mentals fruit dels procés d'abstracció. Quan, a més, es pensa que l'única existència dels universals és el fet que són solament noms, és a dir, quan es pensa que l'única realitat que té el concepte "taula" és ser el nom d'entitats mentals abstretes, llavors es parla de nominalisme.